# PSINet
PSINet fue uno de los primeros proveedores de servicios de internet, con sede en Ashburn (Virginia), Estados Unidos. Fundada en 1989, comenzó ofreciendo accesos a internet a partir del 1° de enero de 1990, siendo una de las primeras compañías en ofrecer accesos de uso comercial. Fue una de las compañías que explotó en la burbuja punto com, quebrando en 2001 y siendo adquirida por Cogent Communications en 2002.